# Heinrich Behnke
Heinrich Behnke   (Hamburg, 9 d'octubre de 1898 - Münster, 10 d'octubre de 1979) fou un matemàtic alemany especialista en anàlisi complexa.
Va néixer a Horn, un barri d'Hamburg, en una família luterana. El 1918 va ingressar a la Universitat de Göttingen on va estudiar amb David Hilbert, Edmund Landau i Erich Hecke. Va treballar més amb aquest darrer; per això, quan Hecke va deixar Göttingen per ocupar un lloc de catedràtic a Hamburg, Behnke es va haver d'enfrontar amb el dilema de continuar a Göttingen, apartant-se del seu tutor, o tornar a la seva ciutat natal per continuar els seus estudis, cosa que no li entusiasmava. Finalment, va anar amb Hecke a Hamburg, on es va doctorar l'any 1923 amb una tesi titulada: Über analytische Funktionen und algebraische Zahlen (Sobre les funcions analítiques i els nombres algebraics).
Després d'un semestre a la Universitat de Heidelberg, on va conèixer la seva futura esposa, Aenne Albersheim, va retornar a Hamburg com a professor associat. El 1924 va aconseguir la seva habilitació docent i l'any següent es casava amb Aenne, filla d'una rica família jueva de Frankfurt. Malauradament, Aenne va morir el 1927 en el curs del part del que va néixer el seu fill. Behnke va haver de deixar el nadó al càrrec de la seva família política a Frankfurt.
El 1927 va rebre una oferta com a professor titular de la Universitat de Münster i, novament, va haver d'enfrontar un dilema: Münster, a part d'estar a la zona catòlica (ell era luterà), era la universitat més petita de Prùssia. Finalment va acceptar i es va traslladar a aquesta universitat en la qual va romandre la resta de la seva vida. Aquí va conèixer Barbara Marshall amb qui es va casar el 1932.
L'arribada dels nazis al poder el 1933 no l'afectava, ja que ell era ari; però el seu fill era de mare jueva i això va ser una preocupació constant per a Behnke fins a la fi de la Segona Guerra Mundial.
Poc abans de la seva mort, va publicar un llibre autobiogràfic que retrata el món universitari alemany que ell va viure: Semesterberichte: Ein Leben an deutschen Universitäten im Wandel der Zeit (Informe semestral: Una vida a les universitats alemanys en una hora). En ell fa un viu retrat de l'atmosfera de terror i denúncia de l'època nazi.
L'any 1934 publica, juntament amb el seu deixeble Peter Thullen, el llibre, que esdevé un clàssic en la matèria, Theorie der Funktionen mehrerer komplexer Veränderlichen (Teoria de les funcions de més d'una variable complexa), malgrat que Peter Thullen ja havia abandonat Alemanya per la seva oposició al règim nazi. L'any 1938 va esdevenir editor de Mathematische Annalen i ho va ser fins al 1972. En finalitzar la guerra va ser degà de la Universitat, càrrec que va ostentar fins al 1949. En els anys posteriors a la guerra va continuar publicant textos clàssics d'Anàlisi complexa.
També va escriure nombrosos articles sobre altres matemàtics i sobre l'ensenyament de les matemàtiques a tots els nivells educatius.